# Лала Ворд
Сара Џил „Лала” Ворд (енгл. Sarah Jill "Lalla" Ward; Лондон, 28. јун 1951) је британска глумица. Вордова је најпознатија по улози Романе II у научно-фантастичној серији Доктор Ху.